# Kurt Zeitzler
Kurt Zeitzler (1895 – 1963) fut officier de carrière dans la Reichswehr puis dans la Wehrmacht. La fonction la plus importante qu'il ait exercée est celle de chef d'état-major de l'armée de terre allemande (Heer) de septembre 1942 à 1944.

## Période antérieure à sa nomination comme chef d'état-major
Fils d'un pasteur, Kurt Zeitzler est né le 9 juin 1895 à Cossmar-Luckau, en province de Brandebourg. Enrôlé dans le 72e régiment d'infanterie (de) de l'armée prussienne le 23 mars 1914, il combat pendant la Première Guerre mondiale.  Sa remarquable bravoure lui vaut d'être nommé officier et on lui donne le commandement d'un bataillon d'infanterie.  De 1919 à 1937 il sert comme officier d'état-major dans la Reichswehr. En 1937, il est muté comme officier d'état-major à l'OKH.
En septembre 1939, il devient chef d'état-major du XXII. Armee-Korps (mot.) dirigée par Ewald von Kleist et dépendant de la 14. Armee, qui participe à l'invasion de la Pologne.  En mars 1940, son corps devient la Panzergruppe von Kleist, fort de 1.250 chars ; ce groupement réalise la percée à travers les Ardennes jusqu'à la Manche lors de la bataille de France. À l'automne, la Panzergruppe von Kleist est renommée Panzergruppe 1 dont il reste chef d'état-major auprès de von Kleist, et participe ainsi aux invasions allemandes des Balkans (Yougoslavie et Grèce) et de l'Union soviétique en 1941. On lui décerne la Croix de fer le 18 mai 1941.
En qualité de chef d'état-major du groupe d'armées D en France, il est l'un de ceux qui repoussent avec succès le débarquement de Dieppe le 19 août 1942.

## Chef d'état-major de l'OKH
Après une courte période au poste de chef d'état-major du groupe d'armées D, sous les ordres du maréchal von Rundstedt, il est simultanément promu général d'infanterie et chef d'état-major de l'armée de terre (Heer) le 24 septembre 1942, et remplace à ce poste Franz Halder. Hitler, impressionné par ses comptes rendus optimistes et vigoureux, le désigna alors même qu'il n'était pas dans les premiers choix de l'état-major. Il est probable qu'Hitler croyait que Zeitzler serait un chef de l'OKH plus optimiste et docile que son prédécesseur, Halder. En outre, le nouveau chef était réputé pour ses talents de spécialiste de la logistique et de brillant organisateur.
Pourtant, Zeitzler n'a jamais été considéré comme un chef de guerre supérieurement doué, même si ses prouesses à la tête de l'état-major furent estimables.  Son dynamisme et sa capacité d'initiative furent fréquemment paralysés par les incessantes demandes déraisonnables d'Hitler.  
Zeitzler était ainsi partisan d'un repli immédiat de la 6e armée du général Paulus après son encerclement à Stalingrad. Après la guerre, il prétendit qu'aussitôt qu'il eut compris ce qui se passait, il pressa Hitler de permettre à la 6e armée de se replier de Stalingrad vers le coude du fleuve Don, afin de permettre au front rompu de se rétablir. Cette simple suggestion mit le Führer en fureur, il cria : « Je ne quitterai pas la Volga ! Je ne me replierai pas de la Volga ! » et tout fut dit. Hitler ordonna personnellement à la 6e armée de tenir Stalingrad de pied ferme. « Stalingrad doit tout simplement être tenue, elle doit l'être ; c'est une position clé. En coupant le trafic sur la Volga à cet endroit, on inflige aux Russes les pires difficultés. »
Zeitzler fut pressé par ses collègues généraux d'ordonner le repli de lui-même, mais il refusa d'agir de sa propre initiative, s'en remettant à l'autorité de commandant en chef de Hitler. Après avoir appris que Göring aurait dit à Hitler que la situation du ravitaillement à Stalingrad « n'était pas si mauvaise », Zeitzler écrivit dans son journal : « Je ne peux que conclure que mes rapports n'étaient pas lus ou qu'on ne leur donnait aucun crédit. » Dans un geste de solidarité envers les troupes affamées à Stalingrad, Zeitzler réduisit ses propres rations au niveau des leurs et perdit 13 kilos en deux semaines ; informé par Bormann, Hitler ordonna à Zeitzler de mettre fin à sa diète et de revenir à ses rations normales. La 6e armée allemande fut finalement encerclée et anéantie.

## Une fin de carrière abrupte
Après la destruction de la 6e armée à Stalingrad, les relations entre Hitler et Zeitzler devinrent de plus en plus tendues.  Au bout du rouleau à la suite de violentes altercations avec le Führer, le général, dépressif, quitta subitement le Berghof le 1er juillet 1944. Hitler ne lui reparla jamais, l'exclut de l'armée en janvier 1945 et lui refusa le droit de porter l'uniforme. Il fut remplacé à la tête de l'OKH le 21 juillet 1944 par Heinz Guderian.
À l'issue de la Seconde Guerre mondiale, Zeitzler fut interné dans un camp de prisonniers de guerre britannique et y resta jusqu'en février 1947. Il mourut le 25 septembre 1963 à Hohenaschau en Haute-Bavière.